# Bola de Lata
Bola de Lata é uma premiação humorística anual de futebol dada pela ESPN Brasil aos piores jogadores do Campeonato Brasileiro de Futebol. O nome da prêmio é uma brincadeira com o Bola de Prata, que é uma premiação anual do futebol brasileiro, criada em 1970 pela revista Placar, e organizada pela ESPN desde 2016, que elege os melhores jogadores do Brasileirão.
Todos os jogos do certame são assistidos por jornalistas da ESPN, sempre nos estádios, e atribuem notas de 0 a 10 aos jogadores. Ao final do campeonato, os jogadores com as piores médias da pontuação do Bola de Prata, por posição (somente os jogadores com mais de dezesseis jogos são levados em consideração), são "eleitos" para a seleção dos piores do campeonato. Para entrar nessa seleção, porém, cada atleta precisa ter atuado pelo menos 19 vezes na competição.
Os relacionados para esse troféu são divulgados, tradicionalmente, no dia posterior à premiação do Bola de Prata. A curiosidade fica por conta de jogadores consagrados que já receberam esse "troféu", como os goleiros Victor (em 2011) e Cássio (2016), ambos muitas vezes convocado para a Seleção Brasileira, e o meia Lucho González (em 2017), ex-jogador da Seleção Argentina.

## Seleções de todos os anos

### 2011
| Posição          | Jogador          | Clube       | Pontuação Média | Ref   |
| ---------------- | ---------------- | ----------- | --------------- | ----- |
| Goleiro          | Victor           | Grêmio      | 5,61            | [ 4 ] |
| Lateral direito  | Pará             | Santos      | 5,11            | [ 4 ] |
| Zagueiro-central | Gabriel          | América-MG  | 4,93            | [ 4 ] |
| Quarto Zagueiro  | Rafael Marques   | Grêmio      | 5,14            | [ 4 ] |
| Lateral esquerdo | Eltinho          | Coritiba    | 4,88            | [ 4 ] |
| Volante          | Batista          | Avaí        | 5,03            | [ 4 ] |
| Segundo Volante  | Serginho         | Atlético-MG | 5,04            | [ 4 ] |
| Meia-direita     | Lúcio            | Grêmio      | 4,91            | [ 4 ] |
| Meia-esquerda    | Marcelo Oliveira | Atlético-PR | 5               | [ 4 ] |
| Atacante         | Marcão           | Atlético-GO | 5,06            | [ 4 ] |
| Centro-Avante    | Jones Carioca    | Bahia       | 5,11            | [ 4 ] |

### 2014
| Posição          | Jogador          | Clube    | Pontuação Média | Ref         |
| ---------------- | ---------------- | -------- | --------------- | ----------- |
| Goleiro          | Marcelo Lomba    | Bahia    | 5.61            | [ 5 ] [ 6 ] |
| Lateral direito  | Ayrton           | Vitória  | 5.22            | [ 5 ] [ 6 ] |
| Zagueiro-central | Dankler          | Botafogo | 5.22            | [ 5 ] [ 6 ] |
| Quarto Zagueiro  | Danilo           | Sport    | 5.32            | [ 5 ] [ 6 ] |
| Lateral esquerdo | Guilherme Santos | Bahia    | 5.20            | [ 5 ] [ 6 ] |
| Volante          | Wendel           | Sport    | 5.19            | [ 5 ] [ 6 ] |
| Segundo Volante  | José Welison     | Vitória  | 5.23            | [ 5 ] [ 6 ] |
| Meia-direita     | Ibson            | Sport    | 4,81            | [ 5 ] [ 6 ] |
| Meia-esquerda    | Marcos Aurélio   | Bahia    | 5.26            | [ 5 ] [ 6 ] |
| Atacante         | Yuri Mamute      | Botafogo | 5.00            | [ 5 ] [ 6 ] |
| Centro-Avante    | Henrique         | Bahia    | 5.04            | [ 5 ] [ 6 ] |

### 2015
| Posição          | Jogador          | Clube         | Pontuação Média | Ref.  |
| ---------------- | ---------------- | ------------- | --------------- | ----- |
| Goleiro          | Vágner           | Avaí          | 5,67            | [ 7 ] |
| Lateral direito  | Mário Sérgio     | Joinville     | 5,36            | [ 7 ] |
| Zagueiro-central | Leandro Almeida  | Palmeiras     | 5,03            | [ 7 ] |
| Quarto Zagueiro  | Jeci             | Avaí          | 5,05            | [ 7 ] |
| Lateral esquerdo | Christianno      | Vasco         | 4,98            | [ 7 ] |
| Volante          | Guiñazú          | Vasco         | 5,11            | [ 7 ] |
| Segundo Volante  | Serginho         | Vasco         | 5,27            | [ 7 ] |
| Meia Direita     | Julio dos Santos | Vasco         | 5,04            | [ 7 ] |
| Meia Esquerda    | Jorge Henrique   | Vasco         | 5,19            | [ 7 ] |
| Atacante         | Rafael Moura     | Internacional | 5,17            | [ 7 ] |
| Centro-Avante    | Alecsandro       | Palmeiras     | 5,20            | [ 7 ] |

### 2016
| Posição          | Jogador        | Clube       | Ref.  |
| ---------------- | -------------- | ----------- | ----- |
| Goleiro          | Cássio         | Corinthians | [ 1 ] |
| Lateral direito  | Lucas          | Cruzeiro    | [ 1 ] |
| Zagueiro-central | Matheus Ferraz | Sport       | [ 1 ] |
| Quarto Zagueiro  | Danny Morais   | Santa Cruz  | [ 1 ] |
| Lateral esquerdo | Renê           | Sport       | [ 1 ] |
| Volante          | Pierre         | Fluminense  | [ 1 ] |
| Segundo Volante  | Ramiro         | Grêmio      | [ 1 ] |
| Meia Direita     | Tiago Real     | Vitória     | [ 1 ] |
| Meia Esquerda    | Everton Felipe | Sport       | [ 1 ] |
| Atacante         | Michael        | América-MG  | [ 1 ] |
| Centro-Avante    | Pedro Rocha    | Grêmio      | [ 1 ] |

### 2017
| Posição          | Jogador         | Clube       | Ref. |
| ---------------- | --------------- | ----------- | ---- |
| Goleiro          | Magrão          | Sport       |      |
| Lateral direito  | André Castro    | Atlético-GO |      |
| Zagueiro-central | Roger           | Atlético-GO |      |
| Quarto Zagueiro  | Rodrigo         | Ponte Preta |      |
| Lateral esquerdo | Willian Matheus | Coritiba    |      |
| Volante          | Jadson          | Ponte Preta |      |
| Segundo Volante  | Lucas Mineiro   | Chapecoense |      |
| Meia Direita     | Lucho González  | Atlético-PR |      |
| Meia Esquerda    | Niltinho        | Atlético-GO |      |
| Atacante         | Felipe Saraiva  | Ponte-Preta |      |
| Centro-Avante    | Joel            | Avaí        |      |

### 2018
| Posição          | Jogador         | Clube      | Ref.  |
| ---------------- | --------------- | ---------- | ----- |
| Goleiro          | Richard         | Paraná     | [ 2 ] |
| Lateral direito  | Raul Prata      | Sport      | [ 2 ] |
| Zagueiro-central | Renê Santos     | Paraná     | [ 2 ] |
| Quarto Zagueiro  | Rayan           | Paraná     | [ 2 ] |
| Lateral esquerdo | Igor            | Paraná     | [ 2 ] |
| Volante          | Donizete        | América-MG | [ 2 ] |
| Segundo Volante  | R. Andrade      | Vitória    | [ 2 ] |
| Meia direita     | Rafael Marques  | Sport      | [ 2 ] |
| Meia central     | Mancuello       | Cruzeiro   | [ 2 ] |
| Meia esquerda    | Junior Dutra    | Fluminense | [ 2 ] |
| Centro-Avante    | Rodrigo Aguirre | Botafogo   | [ 2 ] |